# Cedarbutte (Dakota del Sur)
Cedarbutte es un territorio no organizado ubicado en el condado de Mellette en el estado estadounidense de Dakota del Sur. En el Censo de 2010 tenía una población de 209 habitantes y una densidad poblacional de 0,8 personas por km².

## Geografía
Cedarbutte se encuentra ubicado en las coordenadas 43°33′54″N 101°8′29″O / 43.56500, -101.14139. Según la Oficina del Censo de los Estados Unidos, Cedarbutte tiene una superficie total de 262.04 km², de la cual 261.61 km² corresponden a tierra firme y (0.17%) 0.43 km² es agua.

## Demografía
Según el censo de 2010, había 209 personas residiendo en Cedarbutte. La densidad de población era de 0,8 hab./km². De los 209 habitantes, Cedarbutte estaba compuesto por el 10.53% blancos, el 0% eran afroamericanos, el 89% eran amerindios, el 0% eran asiáticos, el 0% eran isleños del Pacífico, el 0% eran de otras razas y el 0.48% pertenecían a dos o más razas. Del total de la población el 1.91% eran hispanos o latinos de cualquier raza.